# Instytut Teologiczny w Siedlcach
Instytut Teologiczny w Siedlcach – pierwsza w historii diecezji siedleckiej uczelnia, w której studia teologiczne na poziomie wyższym mogą podjąć nie tylko osoby zakonne, lecz również świeckie. 6 sierpnia 1993 bp Jan Mazur powołał do życia Diecezjalne Kolegium Teologiczne. Jednocześnie rozpoczęto starania, aby nowo utworzony Instytut Teologiczny w Siedlcach został afiliowany do Papieskiego Wydziału Teologicznego w Warszawie. Pozytywną decyzja Stolicy Apostolskiej uwieńczyła starania Diecezji Siedleckiej. Dekret Kongregacji ds. Wychowania Katolickiego z dnia 22 czerwca 1994 r. N.745/94/2, mówi o powstaniu Instytutu Teologicznego w Siedlcach oraz afiliację tegoż Instytutu do Papieskiego Wydziału Teologicznego w Warszawie.